# Marmorpalatset, Sankt Petersburg
Marmorpalatset, ryska: Мраморный дворец, Marmorskyj dvorets, är ett nyklassicistiskt palats i Sankt Petersburg, Ryssland, uppfört 1768–1785 efter ritningar av Antonio Rinaldi. Det är beläget mellan Marsfältet och Palatskajen vid Nevas södra strand.

## Historik
Palatset var en beställning av Katarina den stora som gåva till hennes favorit, greve Grigorij Orlov, men denne avled 1783 innan palatset var helt färdigställt. Italienaren Antonio Rinaldi, som dessförinnan dekorerat det kungliga palatset i Caserta utanför Neapel, anlitades som arkitekt. Rinaldis design kombinerade klassicistisk monumentalitet med överdådig utsmyckning, inspirerat av hans tidigare arbeten under Luigi Vanvitellis ledning.

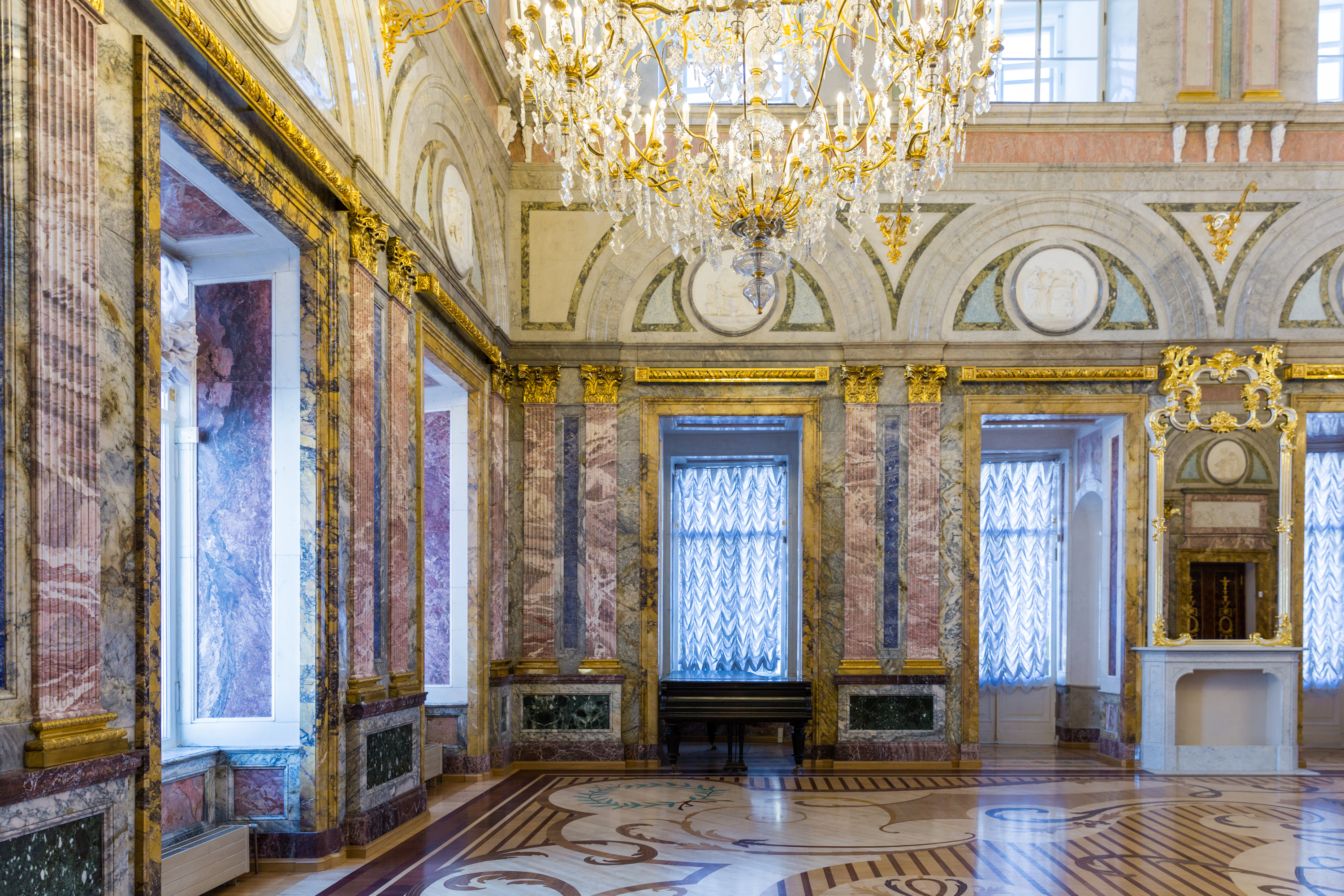
Interiör från Marmorsalen.

Palatset har sitt namn från den överdådiga dekoren i ett stort antal marmorarter. Den grova finska graniten på bottenplanet kontrasterar med den putsade karelska marmorn på pilastrarna och vit Uralmarmor på kapitäl och festonger. Blågrå ådrade paneler i Uralmarmor separerar våningarna, medan Tallinn-dolomit använts till de ornamentala urnorna. Totalt användes 32 olika marmorarter för att dekorera palatset.
Byggnaden har en trapetsformad plan, där samtliga fyra fasader har symmetriska men sinsemellan olika designer. En av fasaderna öppnar sig mot en innergård, där den bepansrade bilen som användes av Vladimir Lenin under oktoberrevolutionen förevisades mellan 1937 och 1992. Idag står här en monumental ryttarstaty av Alexander III av Ryssland, skulpterad av Paolo Trubetskoj och tidigare uppställd framför Sankt Petersburgs centralstation. 
Interiören skapades av många berömda konstnärer och konstnärer i samtiden, bland dessa Fedot Sjubin, Michail Kozlovskij och Stefano Torelli, med inlagd marmor, stuckaturer och statyer. När arbetena slutligen avslutades 1785 hade greve Orlov avlidit två år tidigare, och kejsarinnan köpte då palatset för sina arvingars bruk. Åren 1797–1798 hyrdes palatset ut till Stanisław II August, Polens sista kung. Därefter tillhörde palatset storfursten Konstantin Pavlovitj och hans arvingar inom Konstantinovitj-grenen av huset Romanov.
Storfursten Konstantin Nikolajevitj av Ryssland lät renovera palatset 1843 och kallade det Konstantinpalatset. Renoveringen leddes av Aleksandr Brjullov. En anslutande kyrka och andra annexbyggnader byggdes helt om, medan interiören renoverades i enlighet med ägarens eklektiska smak. Endast det centrala trapphuset och Marmorsalen har behållit Rinaldis ursprungliga marmorinteriör och stuckaturer fram till idag.
Under Sovjetepoken var palatset 1917–1919 säte för arbetsministeriet och 1919–1936 för Akademin för materiell kultur. 1937 öppnades här den lokala filialen av Centrala Leninmuseet. Sedan 1991 är palatset del av Rysslands statliga museum och inhyser flera permanenta konstutställningar, främst konst av utländska konstnärer verksamma i Ryssland under 1700-talet och 1800-talet, samt Peter Ludwig-museet med modern popkonst av bland andra Andy Warhol.